# 新喀里多尼亞的猶太人
猶太人，出現在新喀里多尼亞可追溯至1987年，當地第一次出現猶太社群，人數約50人。
他們多聚居在首府努美阿，努美阿也是猶太教堂和猶太人社交的中心。
他們多是法國的塞法迪猶太人後裔，他們到當地是因商業與被政府派到當地。
他們日常的符合猶太教教規的食物由澳洲入口。